# Tapajosia urucurytuba
Tapajosia urucurytuba är en tvåvingeart som beskrevs av Townsend 1934. Tapajosia urucurytuba ingår i släktet Tapajosia och familjen parasitflugor. Inga underarter finns listade i Catalogue of Life.